# DDR-Eishockeymeisterschaft 1961/62
Die DDR-Eishockeymeisterschaft 1961/62 wurde in der Oberliga mit acht Mannschaften ausgetragen und wurde zum 12. Mal in Folge von der SG Dynamo Weißwasser gewonnen. Die 1. Liga musste den Aderlass nach den zahlreichen Mannschaftsauflösungen in der Sommerpause verkraften und wurde mit einigen unterklassigen Teams aufgefüllt. Nachdem mit der ASG Vorwärts Crimmitschau einer der Nachrücker ebenfalls für den Spielbetrieb abgemeldet hatte, startete die Saison nur mit sieben Teilnehmern.

## Meistermannschaft
| SG Dynamo Weißwasser | Tor: Klaus Hirche, Horst Hilbig Abwehr: Heinz Kuczera, Horst Heinze, Dieter Greiner, Heinz Schildan Sturm: Erich Novy, Manfred Buder, Joachim Franke, Helmut Novy, Bernd Poindl, Reiner Tudyka, Werner Engelmann, Werner Domke, Horst Budich Trainer: Wolfgang Blümel |

## Oberliga

### Vorrunde
Ergebnisse
- SC Dynamo Berlin - ASK Vorwärts Crimmitschau 3-2
- SG Dynamo Rostock - SC Turbine Erfurt 10-3
- SC Dynamo Berlin - SC Turbine Erfurt 8-0
- ASK Vorwärts Crimmitschau - SG Dynamo Rostock 5-1
- SG Dynamo Rostock - SC Dynamo Berlin 5-3
- ASK Vorwärts Crimmitschau - SC Turbine Erfurt 7-1
- SG Dynamo Weißwasser - SC Einheit Berlin 7-2
- SC Empor Rostock - SC Wismut Karl-Marx Stadt 1-9
- SC Einheit Berlin - SC Wismut Karl-Marx Stadt 2-7
- SC Empor Rostock - SG Dynamo Weißwasser 1-12
- SG Dynamo Weißwasser - SC Wismut Karl-Marx Stadt 5-3 (0-0,4-3,1-0)
- SC Empor Rostock - SC Einheit Berlin 2-10
- SG Dynamo Weißwasser - SC Turbine Erfurt 16-1
- SC Wismut Karl-Marx Stadt - ASK Vorwärts Crimmitschau 6-2
- SG Dynamo Weißwasser - ASK Vorwärts Crimmitschau 8-1
- SC Wismut Karl-Marx Stadt - SC Turbine Erfurt 11-1
- SG Dynamo Rostock - SC Einheit Berlin 2-2
- SC Dynamo Berlin - SC Empor Rostock 16-0
- SC Dynamo Berlin - SC Einheit Berlin 14-4
- SG Dynamo Rostock - SC Empor Rostock 7-0
- SC Dynamo Berlin - SC Wismut Karl-Marx Stadt 4-4
- SG Dynamo Weißwasser - SG Dynamo Rostock 7-4 (1-1,4-2,2-1)
- SG Dynamo Rostock - SC Wismut Karl-Marx Stadt 0-1
- SG Dynamo Weißwasser - SC Dynamo Berlin 8-3
- SC Turbine Erfurt - SC Einheit Berlin 4-12
- ASK Vorwärts Crimmitschau - SC Empor Rostock 10-2
- SC Turbine Erfurt - SC Empor Rostock 7-4
- ASK Vorwärts Crimmitschau - SC Einheit Berlin 3-4
- SC Dynamo Berlin - SG Dynamo Rostock 5-2
- SC Turbine Erfurt - ASK Vorwärts Crimmitschau 1-13
- SG Dynamo Rostock - ASK Vorwärts Crimmitschau 4-3
- SC Turbine Erfurt - SC Dynamo Berlin 0-21
- SC Turbine Erfurt - SG Dynamo Rostock 2-10
- ASK Vorwärts Crimmitschau - SC Dynamo Berlin 1-3
- SC Einheit Berlin - SC Empor Rostock 7-4
- SC Wismut Karl-Marx Stadt - SG Dynamo Weißwasser 3-4
- SC Wismut Karl-Marx Stadt - SC Einheit Berlin 4-4
- SG Dynamo Weißwasser - SC Empor Rostock 25-0
- SC Wismut Karl-Marx Stadt - SC Empor Rostock 12-5 (2-3,5-1,5-1)
- SC Einheit Berlin - SG Dynamo Weißwasser 3-7
- SC Einheit Berlin - SC Dynamo Berlin 3-8
- SC Empor Rostock - SG Dynamo Rostock 1-8
- SC Empor Rostock - SC Dynamo Berlin 3-9
- SC Einheit Berlin - SG Dynamo Rostock 3-1 (0-0,0-0,3-1)
- ASK Vorwärts Crimmitschau - SG Dynamo Weißwasser 0-7
- SC Turbine Erfurt - SC Wismut Karl-Marx Stadt 2-13
- SC Turbine Erfurt - SG Dynamo Weißwasser 2-13
- ASK Vorwärts Crimmitschau - SC Wismut Karl-Marx Stadt 0-7
- SC Wismut Karl-Marx Stadt - SG Dynamo Rostock 11-0 (4-0,4-0,3-0)
- SC Dynamo Berlin - SG Dynamo Weißwasser 0-3
- SC Wismut Karl-Marx Stadt - SC Dynamo Berlin 5-2
- SG Dynamo Rostock - SG Dynamo Weißwasser 2-7
- SC Einheit Berlin - ASK Vorwärts Crimmitschau 4-3 (1-1,3-2,0-0)
- SC Turbine Erfurt - SC Empor Rostock 6-4
- SC Einheit Berlin - SC Turbine Erfurt 7-0
- SC Empor Rostock - ASK Vorwärts Crimmitschau 3-8

| Pl. | Verein                    | Sp. | S  | U | N  | Tore    | Punkte |
| --- | ------------------------- | --- | -- | - | -- | ------- | ------ |
| 1.  | SG Dynamo Weißwasser (M)  | 14  | 14 | – | –  | 129:025 | 28:0   |
| 2.  | SC Wismut Karl-Marx-Stadt | 14  | 10 | 2 | 2  | 096:032 | 22:06  |
| 3.  | SC Dynamo Berlin          | 14  | 9  | 1 | 4  | 099:040 | 19:09  |
| 4.  | SC Einheit Berlin         | 14  | 7  | 2 | 5  | 067:066 | 16:12  |
| 5.  | SG Dynamo Rostock         | 14  | 6  | 1 | 7  | 056:053 | 13:15  |
| 6.  | ASK Vorwärts Crimmitschau | 14  | 5  | – | 9  | 058:054 | 10:18  |
| 7.  | SC Turbine Erfurt (N)     | 14  | 2  | – | 12 | 030:149 | 04:24  |
| 8.  | SC Empor Rostock          | 14  | –  | – | 14 | 030:146 | 00:28  |

|     | Für die Finalrunde qualifiziert |
|     | Abstiegsrunde                   |
| (M) | Titelverteidiger                |
| (N) | Neuling                         |

### Finalrunde
In der Finalrunde wurden vier Finalturniere gespielt. Das erste fand vom 12. bis 14. Januar 1962 in Berlin statt.
| 12. Januar 1962 | SC Dynamo Berlin | 3:3 (-:-, -:-, -:-) | SG Dynamo Weißwasser | Berlin |

| 12. Januar 1962 | SC Einheit Berlin | 2:5 (-:-, -:-, -:-) | SC Wismut Karl-Marx-Stadt | Berlin |

| 13. Januar 1962 | SC Dynamo Berlin Peter Maus (1:0) Gerhard Klügel (2:2) Joachim Ziesche (3:2, 4:2, 5:2) Helmuth Senftleben (6:2) Hans Frenzel Bernd Hiller | 8:3 (1:1, 5:1, 2:1) Spielbericht | SC Wismut Karl-Marx-Stadt Herbert Hönig (1:1) Konitzna (1:2) Günter Heinicke | Berlin |

| 13. Januar 1962 | SC Einheit Berlin | 2:5 (0:3, 1:1, 1:1) Spielbericht | SG Dynamo Weißwasser | Berlin |

| 14. Januar 1962 | SG Dynamo Weißwasser Erich Novy (23.) Werner Domke (29.) | 2:5 (0:1, 2:1, 0:3) Spielbericht | SC Wismut Karl-Marx-Stadt Joachim Rudert (1.) Günter Heinicke (26.) Konietzna (43.) Herbert Hönig (46.) Dieter Kraatzsch (49.) | Berlin |

| 14. Januar 1962 | SC Dynamo Berlin Gerhard Klügel (2) Joachim Ziesche Peter Maus Jürgen Schmutzler Siegfried Schmidt Wolfgang Plotka | 7:2 (3:1, 2:0, 2:1) Spielbericht | SC Einheit Berlin Jürs Manfred Dietz | Berlin |

| Pl. | Verein                    | Sp. | S  | U | N  | Tore  | Punkte |
| --- | ------------------------- | --- | -- | - | -- | ----- | ------ |
| 1.  | SG Dynamo Weißwasser (M)  | 12  | 10 | 1 | 1  | 55:23 | 21:03  |
| 2.  | SC Dynamo Berlin          | 12  | 8  | 1 | 3  | 62:32 | 17:07  |
| 3.  | SC Wismut Karl-Marx-Stadt | 12  | 3  | 1 | 8  | 30:51 | 07:17  |
| 4.  | SC Einheit Berlin         | 12  | 1  | 1 | 10 | 31:72 | 03:21  |

### Abstiegsrunde
Ergebnisse
- SG Dynamo Rostock - SC Empor Rostock 11-2
- ASK Vorwärts Crimmitschau - SC Turbine Erfurt 6-2
- ASK Vorwärts Crimmitschau - SG Dynamo Rostock 3-1
- SC Empor Rostock - SC Turbine Erfurt 3-2
- ASK Vorwärts Crimmitschau - SC Empor Rostock 14-1
- SC Turbine Erfurt - SG Dynamo Rostock 4-5
- ASK Vorwärts Crimmitschau - SC Empor Rostock 4-1
- SC Turbine Erfurt - SG Dynamo Rostock 1-9
- SG Dynamo Rostock - SC Empor Rostock 14-4
- SC Turbine Erfurt - ASK Vorwärts Crimmitschau 2-10
- SC Turbine Erfurt - SC Empor Rostock 3-6
- ASK Vorwärts Crimmitschau - SG Dynamo Rostock 3-3
- SC Empor Rostock - SC Turbine Erfurt 2-3
- SG Dynamo Rostock - ASK Vorwärts Crimmitschau 3-3
- SC Empor Rostock - ASK Vorwärts Crimmitschau 3-1
- SG Dynamo Rostock - SC Turbine Erfurt 10-1
- SC Empor Rostock - SG Dynamo Rostock 0-12
- ASK Vorwärts Crimmitschau - SC Turbine Erfurt 14-1
- SC Empor Rostock - SG Dynamo Rostock 1-13
- SC Turbine Erfurt - ASK Vorwärts Crimmitschau 1-2
- SC Empor Rostock - SC Turbine Erfurt 9-1
- ASK Vorwärts Crimmitschau - SG Dynamo Rostock 5-2
- SG Dynamo Rostock - SC Turbine Erfurt 14-2
- SC Empor Rostock - ASK Vorwärts Crimmitschau 3-9

| Pl. | Verein                    | Sp. | S  | U | N  | Tore  | Punkte |
| --- | ------------------------- | --- | -- | - | -- | ----- | ------ |
| 5.  | ASK Vorwärts Crimmitschau | 12  | 10 | 2 | –  | 76:21 | 22:02  |
| 6.  | SG Dynamo Rostock         | 12  | 8  | 2 | 2  | 97:29 | 18:06  |
| 7.  | SC Empor Rostock          | 12  | 3  | – | 9  | 33:89 | 06:18  |
| 8.  | SC Turbine Erfurt (N)     | 12  | 1  | – | 11 | 23:90 | 02:22  |

|     | DDR-Meister            |
|     | Abstieg in die 1. Liga |
| (M) | Titelverteidiger       |
| (N) | Neuling                |

## 1. Liga

### Aufstiegsspiele zur Oberliga
Es ist nicht bekannt, ob eine Ausscheidung zwischen den beiden Erstplatzierten der Staffeln, BSG Chemie Granschütz und SC Motor Karl-Marx-Stadt durchgeführt wurde. Die BSG Chemie Granschütz verblieb in der 1. Liga, der SC Motor Karl-Marx-Stadt zog noch vor Beginn der nächsten Saison zurück. Die Oberliga selbst vermeldete keine Neuzugänge.

### Vorrunde – Staffel 1
Die als vierter Teilnehmer vorgesehene ASG Vorwärts Crimmitschau hatte vor Saisonbeginn zurückgezogen.
| Pl. | Verein                    | Sp. | S | U | N  | Tore  | Punkte |
| --- | ------------------------- | --- | - | - | -- | ----- | ------ |
| 1.  | BSG Chemie Granschütz (N) | 6   | 5 | 1 | 11 | 25:14 | 11:01  |
| 2.  | BSG Wismut Wilkau-Haßlau  | 6   | 2 | – | 4  | 20:24 | 04:08  |
| 3.  | SG Dynamo Klingenthal (N) | 4   | – | 1 | 3  | 14:21 | 01:07  |

### Vorrunde – Staffel 2
| Pl. | Verein                       | Sp. | S  | U | N  | Tore   | Punkte |
| --- | ---------------------------- | --- | -- | - | -- | ------ | ------ |
| 1.  | SC Motor Karl-Marx-Stadt (A) | 12  | 11 | 1 | –  | 114:28 | 23:01  |
| 2.  | BSG Lok Zittau               | 12  | 6  | – | 6  | 053:59 | 12:12  |
| 3.  | BSG Aufbau Schönheide        | 12  | 4  | 1 | 7  | 040:70 | 09:15  |
| 4.  | SC Einheit Dresden           | 12  | 2  | – | 10 | 035:85 | 04:20  |

|     | Abstieg in die 2. Liga |
| (A) | Oberliga-Absteiger     |
| (N) | Neuling                |

### Abstiegsspiele zur 2. Liga
Die Abstiegsspiele entfielen. Da in der Staffel 1 nur drei anstatt vier Teams an den Start gegangen waren, wurde zunächst der Viert- und Letztplatzierte der Staffel 2, SC Einheit Dresden, zum Absteiger erklärt. Nach dem erneuten Rückzug zahlreicher Liga-Teams durfte Dresden auch in der kommenden Saison in der zweiten Spielklasse an den Start gehen.

## 2. Liga

### Aufstiegsspiele zur 1. Liga
Es ist nicht bekannt, ob eine Ausscheidung zwischen den beiden Erstplatzierten der Staffeln, BSG Aktivist Knappenrode-Lohsa und SG Dynamo Schierke durchgeführt wurde. Beide Mannschaften starteten in der kommenden Saison erneut in der 2. Liga.

### Vorrunde – Staffel 1
| Pl. | Verein                         | Sp. | S | U | N | Tore  | Punkte |
| --- | ------------------------------ | --- | - | - | - | ----- | ------ |
| 1.  | BSG Aktivist Knappenrode-Lohsa | 2   | 2 | – | – | 17:04 | 04:0   |
| 2.  | BSG Traktor Eibenstock (N)     | 2   | 1 | – | 1 | 08:08 | 02:02  |
| 3.  | BSG Wismut Annaberg            | 2   | 1 | – | 1 | 08:09 | 02:02  |
| 4.  | HSG Wissenschaft KMU Leipzig   | 2   | – | – | 2 | 04:16 | 00:04  |

### Vorrunde – Staffel 2
| Pl. | Verein                      | Sp. | S | U | N | Tore  | Punkte |
| --- | --------------------------- | --- | - | - | - | ----- | ------ |
| 1.  | SG Dynamo Schierke (N)      | 2   | 2 | – | – | 11:02 | 04:0   |
| 2.  | BSG Einheit Ballenstedt (N) | 2   | 1 | – | 1 | 02:03 | 02:02  |
| 3.  | BSG Stahl Ilsenburg         | 2   | 1 | – | 1 | 05:10 | 02:02  |
| 4.  | ASG Vorwärts Oberhof        | 2   | – | – | 2 | 02:05 | 00:04  |

Tabellen möglicherweise unvollständig.
| (N) | Neuling |

### Abstiegsspiele zur Bezirksliga
Es ist nicht bekannt, ob eine Ausscheidung zwischen den beiden Letztplatzierten der Staffeln, HSG Wissenschaft KMU Leipzig und ASG Vorwärts Oberhof durchgeführt wurde. Beide Mannschaften starteten in der kommenden Saison erneut in der 2. Liga.

## Aufstiegsspiele zur Gruppenliga 1962/63
Es sind keine Aufstiegsspiele bekannt.
Die Gruppenliga sollte ab kommende Spielzeit die 2. Liga ersetzen. Wie bereits zwischen 1956 und 1960 praktiziert, wurden ihre Teilnehmer in regionale Gruppen eingegliedert. Letztendlich stiegen folgende Bezirksligisten in die Gruppenliga auf:
- BSG Stahl Brotterode (Bez. Suhl)
- SC Turbine Erfurt II (Bez. Erfurt)
- ASG Vorwärts Crimmitschau II (Bez. Karl-Marx-Stadt)
- BSG Traktor Groß Düben (Bez. Cottbus)
- BSG Einheit Geising (Bez. Dresden)
- BSG Lok Zittau II (Bez. Dresden)
- BSG Einheit Görlitz (Bez. Dresden)